# Ясеновка (Смоленская область)
Ясеновка — бывшая деревня в Хиславичском районе Смоленской области России.
Находилась в 3 верстах южнее современной деревни Городище.

## История
В списках деревень в 1978 году деревня уже отсутствовала.
В 1993 году деревня считалась, как прекратившая существование деревня Ленинского (Городищенского) сельсовета Хиславичского района.